# Bernard Primeau
Bernard Primeau (5 janvier 1939 à Montréal - 9 octobre 2006) est un batteur de jazz québécois. Il était considéré comme l'un des piliers du jazz au Québec.

## Biographie
À 16 ans, il joue de la batterie à Montréal. Suivant les conseils du batteur Guy Nadon, il parfait son art. Remarqué, il accompagne entre autres les Jérolas, Michèle Richard, Michel Louvain et Pierre Lalonde.
Dans les années 1970, il s'installe en Californie. Revenu à Montréal en 1976, il se joint au trio d'Oliver Jones. (avec Charles Biddle)
En 1984, il fonde le futur Bernard Primeau Montréal Jazz Ensemble, qui donne plus de 500 concerts en deux décennies, tant en Amérique du Nord qu'en Europe. Pendant cette période, le groupe enregistre 11 albums. Il s'est notamment produit au Festival international de jazz de Montréal.
Bernard Primeau a une famille constituée de ses deux parents et 11 frères et sœurs 

## Honneurs
Le Bernard Primeau Montréal Jazz Ensemble a remporté le prix Félix de l'album jazz de l'année pour Œuvres de Félix Leclerc en 1996 et pour Virage en 1997.
En 2005, pour sa contribution au jazz canadien et pour la qualité de son art, il reçoit le prix Oscar-Peterson.
En 2004, prix pour sa carrière au Drum Fest de Montréal, donné par Ralph Angelillo, directeur artistique du festival.

## Discographie
| Année | Album                   |  | Label                 |
| 2005  | Liaisons                |  |                       |
| 2004  | Noël en Jazz            |  |                       |
| 2002  | Évolution               |  |                       |
| 2000  | Un Souffle Latin        |  |                       |
| 1997  | Virage                  |  |                       |
| 1996  | Œuvres de Félix Leclerc |  | Swing'in Time DISQUES |
| 1994  | Détour                  |  |                       |
| 1990  | Réunion                 |  |                       |
| 1989  | Propulsion              |  |                       |
| 1987  | Perspective             |  |                       |